# European Football League (1988)
European Football League 1988 – 2. edycja European Football League, najbardziej prestiżowego turnieju europejskiego, w klubowym futbolu amerykańskim.
Turniej, w którym udział wzięło 8 drużyn, rozegrany został w Wielkiej Brytanii. W finale rozegranym na Crystal Palace National Sports Centre, fińska drużyna Helsinki Roosters pokonała przedstawiciela Holandii, drużynę Amsterdam Crusaders 35-14.

## Wyniki
| Data       | Faza              | Zwycięzca           | Przegrany           | Wynik |
| ---------- | ----------------- | ------------------- | ------------------- | ----- |
| 21.11.1987 | kwalifikacje      | Graz Giants         | Dublin Celts        | 36-12 |
| 30.7.1988  | ćwierćfinał       | Berlin Adler        | Graz Giants         | 43-24 |
| 30.7.1988  | ćwierćfinał       | Helsinki Roosters   | Paris Castors       | 51-6  |
| 30.7.1988  | ćwierćfinał       | Legnano Frogs       | Zürich Renegades    | 68-0  |
| 30.7.1988  | ćwierćfinał       | Amsterdam Crusaders | London Ravens       | 31-27 |
| 2.9.1988   | półfinał          | Amsterdam Crusaders | Berlin Adler        | 29-28 |
| 3.9.1988   | półfinał          | Helsinki Roosters   | Legnano Frogs       | 35-33 |
| 7.9.1988   | mecz o 3. miejsce | Legnano Frogs       | Berlin Adler        | 28-3  |
| 7.9.1988   | Eurobowl II       | Helsinki Roosters   | Amsterdam Crusaders | 35-14 |